# Sophie & Magaly
Sophie & Magaly fue un dúo musical formado por las hermanas gemelas francesas Sophie Gilles-Giovannoni (París, 24 de agosto de 1962 - Hyères, 27 de febrero de 2019) y Magaly Gilles-Giovannoni (París, 24 de agosto de 1962 - Tolón, 2 de abril de 1996). Representaron a Luxemburgo en el Festival de la Canción de Eurovisión 1980 con el tema Papa Pingouin, del que llegaron a vender más de un millón de copias.

## Historia
Las gemelas fueron descubiertas por el productor alemán Ralph Siegel cuando ambas trabajaban como modelos para una revista juvenil y aún no habían cumplido la mayoría de edad. Papa Pingouin resultó un éxito de ventas en Francia así que llegaron a publicar un segundo sencillo, Arlequin, pero ese trabajo no tuvo la repercusión esperada y Siegel rompió el contrato que habían firmado con Ariola Records.
En 1981 se asociaron con el productor francés Charles Talar para publicar canciones dirigidas al público infantil, tales como Toi, Les Nanas de Zorro y Tous les enfants chantent Noël. Sin embargo, tampoco tuvieron éxito en esa etapa y terminaron renunciando a su carrera musical.
A fines de la década de 1980, Magaly contrajo el virus VIH y murió de SIDA en abril de 1996, con tan solo 33 años. Su hermana se vio muy afectada por la pérdida, al punto de sufrir un cuadro depresivo severo, y permaneció retirada de la vida pública salvo por entrevistas esporádicas en las que ha contado su historia. Finalmente, Sophie falleció en febrero de 2019 a los 56 años.

## Discografía
- 1980 - Papa Pingouin
- 1980 - Arlequin
- 1980 - Tous les enfants du monde
- 1981 - Les Nanas de Zorro
- 1981 - Poupée qui chante, poupée que pleure
- 1981 - Toi
- 1981 - Tous les enfants chantent Noël[2]